# 思茅豆腐柴
思茅豆腐柴（学名：Premna szemaoensis）为马鞭草科豆腐柴属下的一个种。

## 扩展阅读
維基物種上的相關：思茅豆腐柴